# Albufera de Medio Mundo
Albufera de Medio Mundo es una laguna costera de agua salobre ubicada en el distrito de Végueta, provincia de Huaura, departamento de Lima en Perú.
Desde el 24 de enero de 2007 se encuentra protegida como área de conservación regional mediante D.S. Nº 006-2007-AG con el objetivo de conservar la biodiversidad del ecosistema de humedal. Se ubicada cerca al mar y tiene una extensión de 7 kilómetros. Está cerca del kilómetro 175 de la carretera Panamericana Norte. El lugar es estancia de aves migratorias.
El lugar fue sede de la competición de remo en los Juegos Panamericanos de 2019.